# Wii U GamePad
Wii U GamePad — беспроводной контроллер, созданный компанией Nintendo для игровой консоли Wii U. Данный геймпад включает в себя черты планшетных устройств, два стика и сенсорный экран. Также этому контроллеру присуще ещё множество небольших функций. С помощью функции Off-TV Play на контроллере можно играть в игры без использования телевизионного дисплея.
Геймпад можно использовать вместе с другими современными Wii — аксессуарами, такими как Wii Remote Plus и Balance Board.
Второй контроллер, названный Wii U Pro Controller, выпущенный в E3 2012, показывал более традиционный дизайн и источник питания.

## История
Команда разработчиков Nintendo задалась задачей «Создать уникальное» с 2008 года. Разработчики Nintendo считали, что индикатор уведомления Wii предоставлял недостаточно информации, чтобы быть полезным. Дизайнер Сигэру Миямото считает, что дисплей, сделанный на самом геймпаде, позволяет удобно проверить статус консоли, даже в отсутствие телевизионного дисплея. Сатору Ивата заявил, что дизайн контроллера позволяет игрокам «увидеть игры по-новому». Сатору Ивата также сделал «социальные окна», благодаря которым игроки смогут поддерживать связь, даже не находясь в игре.
Команда Nintendo EAD разрабатывала два прототипа контроллера: дисплей с двумя мини — джойстиками, прикреплёнными по бокам и дисплей прикреплённый к Wii Zapper. В прототипе, показанном на выставке E3, контроллер фигурирует круг накладки, аналогичный Nintendo 3DS. 19 ноября 2012 года фотография предфинальной версии контроллера попала в Twitter сотрудников TT Games. На фотографии был изображён контроллер, с более усовершенствованным расположением кнопок и мини — джойстиков. 3 июня 2012 года компания Nintendo представила финальную версию контроллера под названием «Wii U GamePad». В видео — презентации были представлены аппаратные изменения, которые были сделаны после E3 прототипа, были сделаны аналогичные джойстики, также показаны другие функции, которые можно осуществлять благодаря сенсорному экрану.